# Wei (ö)

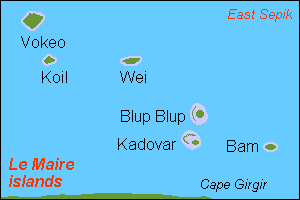
Översiktskarta

Wei (även Wiei, tidigare Jacquinot-ön) är en ö bland Le Maire-öarna som tillhör Papua Nya Guinea i västra Stilla havet.

## Geografi
Wei utgör en del av East Sepik-provinsen och ligger endast cirka 40 km nordöst om Nya Guinea. Dess geografiska koordinater är 3°22′S och 144°22′Ö.
Den obebodda ön är av vulkaniskt ursprung och har en area om ca 9 km². Den högsta höjden är på cirka 160 m ö.h.

## Historia
Le Maire-öarna upptäcktes troligen redan 1545 av spanske kapten Ortiz de Retes men föll i glömska och upptäcktes igen 1616 av nederländske Willem Schouten och Jacob Le Maire under deras expedition i Stilla havet.
Under den tyska kolonialtiden tillhörde området Tyska Nya Guinea.